# Фалун (комуна)
Комуна Фалун (швед. Falu kommun) — адміністративно-територіальна одиниця місцевого самоврядування, що розташована в лені Даларна у центральній Швеції.
Фалун 40-а за величиною території комуна Швеції. Адміністративний центр комуни — місто Фалун.

## Населення
Населення становить 56 394 чоловік (станом на вересень 2012 року). 
| Кількість населення комуни Фалун за 1970-2010 роки | Кількість населення комуни Фалун за 1970-2010 роки | Кількість населення комуни Фалун за 1970-2010 роки | Кількість населення комуни Фалун за 1970-2010 роки | Кількість населення комуни Фалун за 1970-2010 роки |
| -------------------------------------------------- | -------------------------------------------------- | -------------------------------------------------- | -------------------------------------------------- | -------------------------------------------------- |
| Рік                                                |                                                    |                                                    | Населення                                          |                                                    |
| 1970                                               | 1970                                               |                                                    | 46 572                                             | 46 572                                             |
| 1975                                               | 1975                                               |                                                    | 47 650                                             | 47 650                                             |
| 1980                                               | 1980                                               |                                                    | 50 597                                             | 50 597                                             |
| 1985                                               | 1985                                               |                                                    | 51 653                                             | 51 653                                             |
| 1990                                               | 1990                                               |                                                    | 53 748                                             | 53 748                                             |
| 1995                                               | 1995                                               |                                                    | 55 088                                             | 55 088                                             |
| 2000                                               | 2000                                               |                                                    | 54 426                                             | 54 426                                             |
| 2005                                               | 2005                                               |                                                    | 55 274                                             | 55 274                                             |
| 2010                                               | 2010                                               |                                                    | 10 840                                             | 10 840                                             |
| Джерело: SCB                                       |                                                    |                                                    |                                                    |                                                    |

## Населені пункти
Комуні підпорядковано 12 міських поселень (tätort) та низка сільських, більші з яких:
- Фалун (Falun)
- Б'юрсос (Bjursås)
- Ґриксбу (Grycksbo)
- Свердше (Svärdsjö)
- Сундборн (Sundborn)
- Лінґгед (Linghed)
- Енвікен (Enviken)
- Соґмира (Sågmyra)

## Міста побратими
Комуна підтримує побратимські контакти з такими муніципалітетами:
- Комуна Рерус, Норвегія
- Гаміна, Фінляндія
- Вордінгборг, Данія
- Псков, Росія
- Гутерслог, Німеччина
- Грудзьондз, Польща

## Галерея

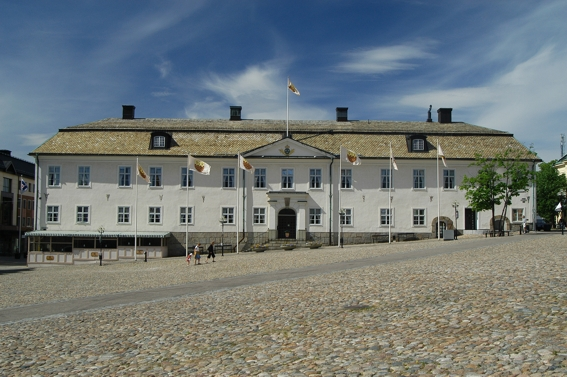
Ратуша (Фалун)
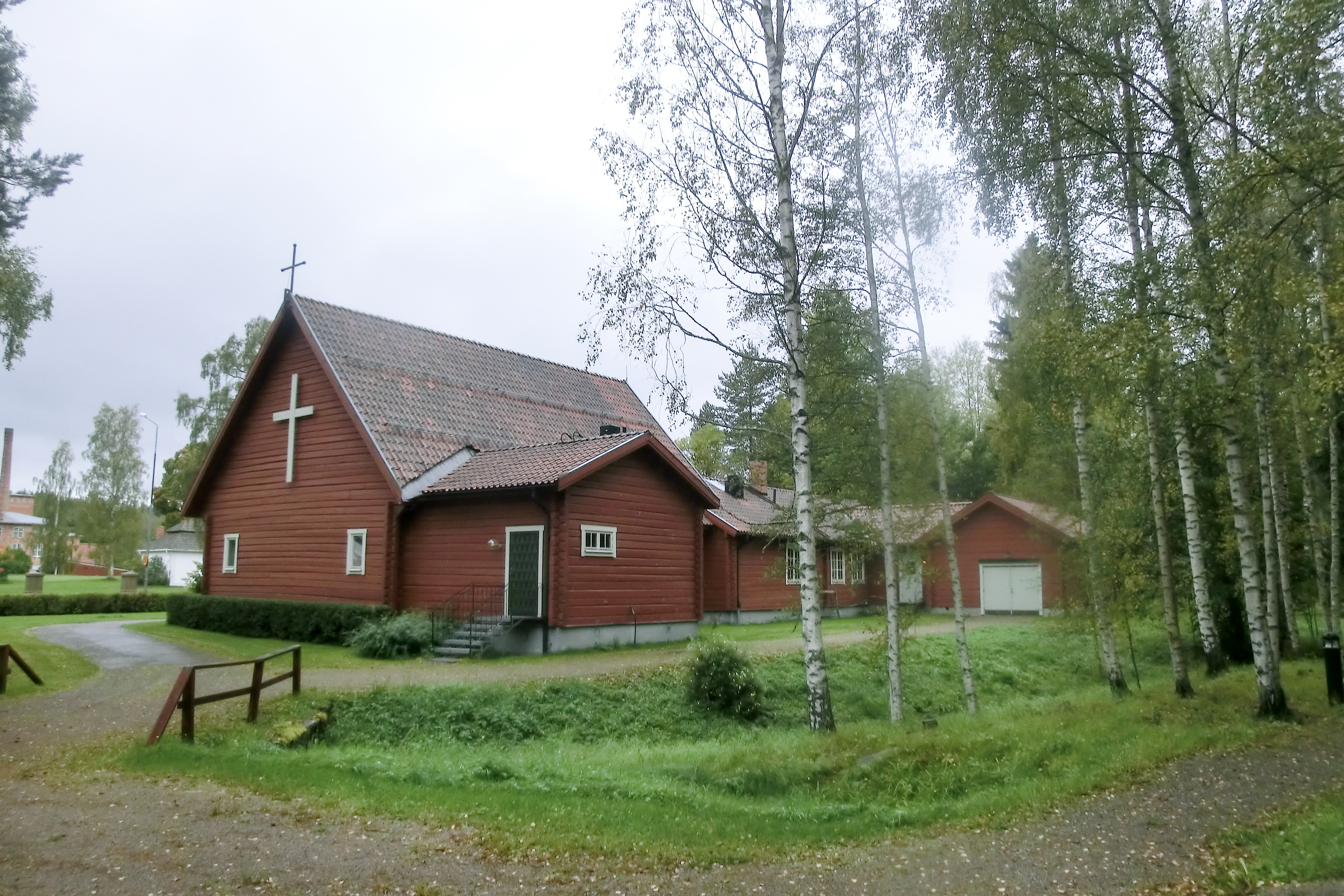
Церква (Соґмира)
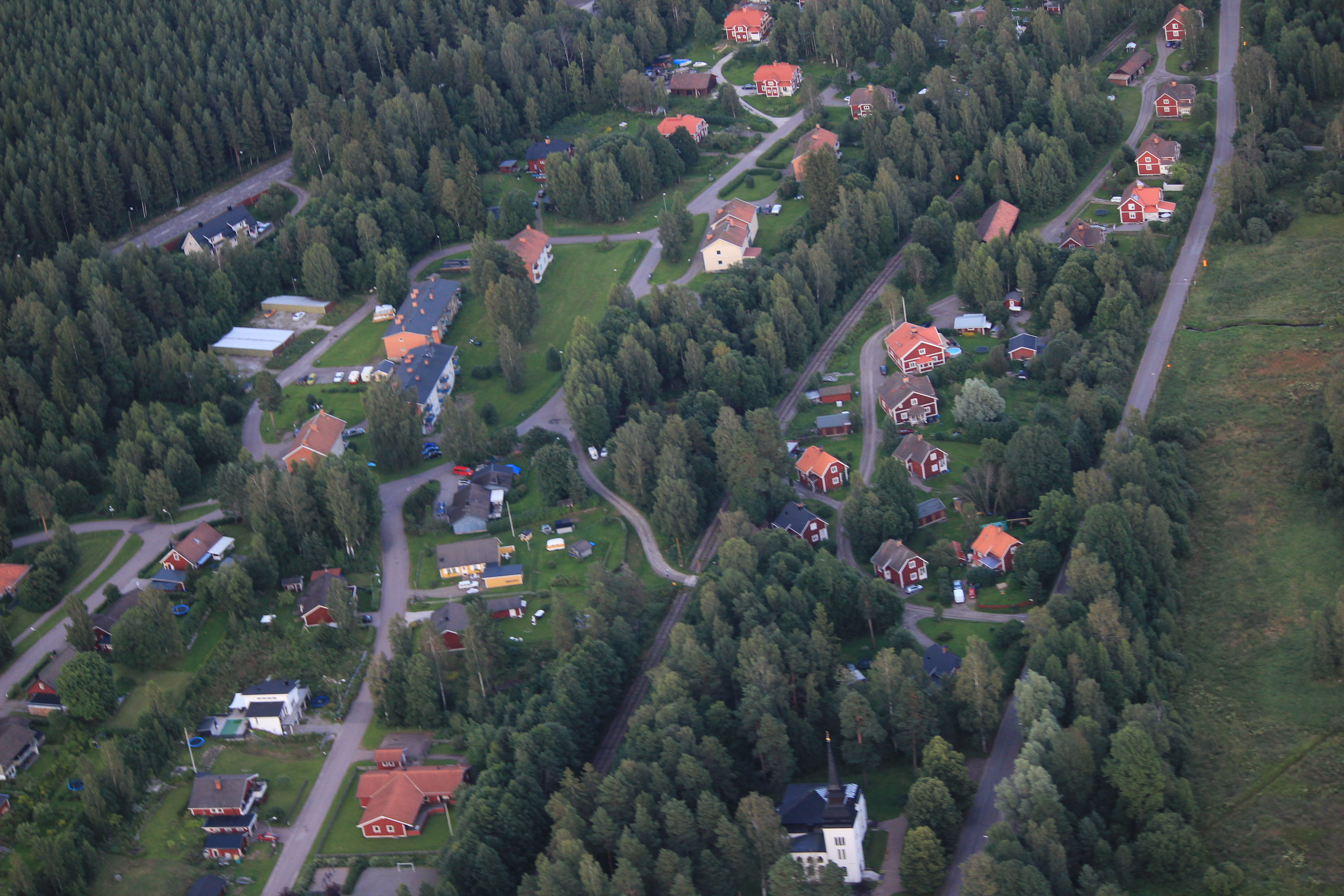
Містечко Ґриксбу
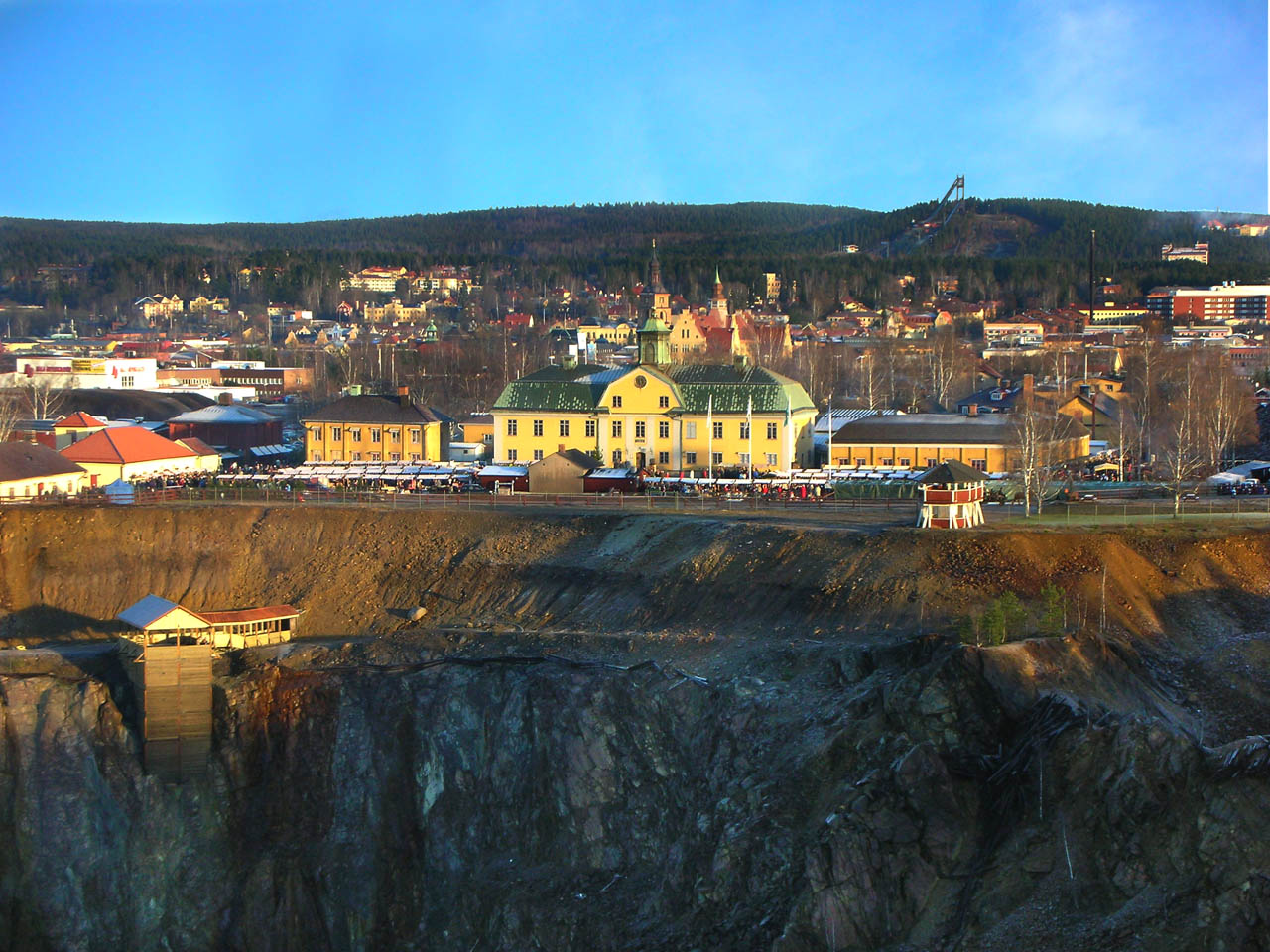
Вид на Фалун

## Виноски
1. ↑  Folkmangd i riket, lan och kommuner (шв.) . Центральне бюро статистики Швеції. Архів оригіналу за 20 серпня 2013. Процитовано 17 лютого 2013.